# La Promesa (televizijska serija)
La Promesa španjolska je telenovela autora Josepa Cistera Rubia koja se počela prikazivati 12. siječnja 2023. na kanalu La 1 Televisión Española. U Hrvatskoj se prikazuje na kanalu HTV 1 od 18. rujna 2023.

## Radnja
U središtu radnje nalazi se mlada Jana Expósito. Ona 1913. dolazi u palaču La Promesa (koja se nalazi u Los Pedrochesu) kako bi otkrila tko je ubio njezinu majku i oteo njezina mlađeg brata te saznala gdje se nalazi. Upoznaje Manuela (mlađeg sina Alonsa Lujána, markiza od Lujána) i spašava ga iz avionske nesreće. Jana i Manuel odmah se svide jedno drugomu. U međuvremenu, mladoženju Tomása (prvorođeni Alonsov sin i osoba voljna podijeliti informacije s Janom o svojoj obitelji), izbode njegova maćeha Cruz Ezquerdo, Manuelova majka pa, nakon Tomásove smrti, markizov nasljednik postaje dobronamjerni Manuel. Jana ostaje na La Promesi odlučna otkriti ubojicu svoje majke, ali se istovremeno ona i Manuel iskreno zaljube jedno u drugo.

## Pregled serije
| sezona | epizoda | izvorno prikazivanje | izvorno prikazivanje | hrvatsko prikazivanje | hrvatsko prikazivanje |
| sezona | epizoda | premijera            | finale               | premijera             | finale                |
| ------ | ------- | -------------------- | -------------------- | --------------------- | --------------------- |
| 1.     | 122     | 12. siječnja 2023.   | 20. lipnja 2023.     | 18. rujna 2023.       | 7. ožujka 2024.       |
| 2.     | 119     | 20. lipnja 2023.     | 29. studenoga 2023.  | 8. ožujka 2024.       | 22. kolovoza 2024.    |
| 3.     | 250     | 30. studenoga 2023.  | 24. prosinca 2024.   | 23. kolovoza 2024.    | 12. kolovoza 2025.    |
| 4.     | 250     | 26. prosinca 2024.   | Prosinac 2025.       | 13. kolovoza 2025.    | 2026.                 |